# Brouniphylax sternalis
Brouniphylax sternalis is een keversoort uit de familie Ulodidae. De wetenschappelijke naam van de soort is voor het eerst geldig gepubliceerd in 1904 door Broun.